# Meusslitz
Meusslitz är en stadsdel i sydöstra Dresden i Sachsen, Tyskland.
Byn Meusslitz, som nämndes första gången 1350, grundades av slaver och bykärnan har kvar den runda form som är typisk för slaviska byar från medeltiden. 1950 blev det en del av Dresden.